# AD Scout
AD Scout (Sparrow) – brytyjski samolot myśliwski z okresu I wojny światowej.

## Historia
Samolot został opracowany przez konstruktora Harrisa Bootha z Departamentu Lotnictwa (Air Department – AD) Admiralicji jako samolot do zwalczania niemieckich okrętów na wodach terytorialnych Wielkiej Brytanii.
Samolot miał nietypową konstrukcję dwupłatowca, kabiną pilota i silnikiem umieszczonym w gondoli przy górnym płacie. Poniżej niej znajdował się dolny płat, a płaty ogonowe były połączone płatami nośnymi za pomocą cięgieł. Samolot miał stałe podwozie, z płetwą ogonową.
Po jego opracowaniu zlecono produkcję prototypów tego samolotu firmą Blackburn Aircraft i Hewlett & Blondeau, każda z nich miała wyprodukować po dwa samoloty tego typu. Gotowe samoloty były w 1915 roku i następnie przekazane dla lotnictwa Royal Navy. Ponieważ w toku eksploatacji okazały, że samoloty nie spełniają warunków lotniczych wkrótce wszystkie zostały zezłomowane. 

## Użycie w lotnictwie
Samoloty prototypowe AD Scout (później nazwane Sparrow) były użytkowane przez lotnictwo marynarki wojennej. Lecz z uwagi na zbyt dużą wagę oraz trudności w sterowaniu szybko zostały wycofane z użycia. 

## Opis techniczny
Samolot AD Scout był dwupłatem o konstrukcji drewnianej. 
Kadłub miał formę gondoli umieszczonej pomiędzy górnymi płatami. Nie był połączony z usterzeniem ogonowym. Ustrzeżenie tylne było połączone z przednimi płatami cięgłami, podobnie jak dolne płaty. W kadłubie z przodu znajdowała się kabina pilota, a za nim umieszczono silnik. Pod gondola przewidziano umieszczenie dwóch sprzężonych ze sobą dział bezodrzutowych kal. 40 mm, strzelających w przód i pod kątem w dół
Podwozie było stałe, klasyczne z płetwą ogonową. 
Napęd stanowiły silnik rotacyjny o mocy 101 KM, napędzający śmigło pchające. 